# دبيق بيضي القاعدة
الدبيق بيضي القاعدة (باللاتينية: Bupleurum subovatum) نوع نباتي ينتمي إلى جنس الدبيق من الفصيلة الخيمية. سمي تكريما لعالم النبات جورج بوست.

## الموئل والانتشار
موطن هذا النوع بلاد الشام ومصر والمغرب العربي وجنوب أوروبا.

## مرادفات للاسم العلمي
- (باللاتينية: Bupleurum aegyptiacum Willd. ex Steud.)
- (باللاتينية: Bupleurum granulatum Gaudin)
- (باللاتينية: Bupleurum intermedium (Loisel.) Steud.)
- (باللاتينية: Bupleurum intermedium var. acuminatum Briq.)
- (باللاتينية: Bupleurum intermedium var. bicknellii Briq.)
- (باللاتينية: Bupleurum intermedium var. genuinum Briq. [Invalid])
- (باللاتينية: Bupleurum lancifolium subsp. subovatum (Link ex Spreng.) O.Bolòs & Vigo)
- (باللاتينية: Bupleurum panacifolium Hornem. ex Steud.)
- (باللاتينية: Bupleurum perfoliatum var. longifolium Desf.)
- (باللاتينية: Bupleurum protractum Hoffmanns. & Link)
- (باللاتينية: Bupleurum rotundifolium Schousb. [Illegitimate])
- (باللاتينية: Bupleurum rotundifolium var. intermedium Loisel.)
- (باللاتينية: Bupleurum rotundifolium subsp. intermedium (Loisel.) DC.)
- (باللاتينية: Bupleurum rotundifolium var. minus Brot.)
- (باللاتينية: Bupleurum rotundifolium var. protractum (Hoffmanns. & Link) Munby)
- (باللاتينية: Bupleurum rotundifolium var. subovatum (Link ex Spreng.) Fiori & Paol.)
- (باللاتينية: Bupleurum savignonii De Not.)
- (باللاتينية: Bupleurum subovatum f. acuminatum (Briq.) H.Wolff)
- (باللاتينية: Bupleurum subovatum f. bicknellii (Briq.) H.Wolff)